# Piétrain (ras)

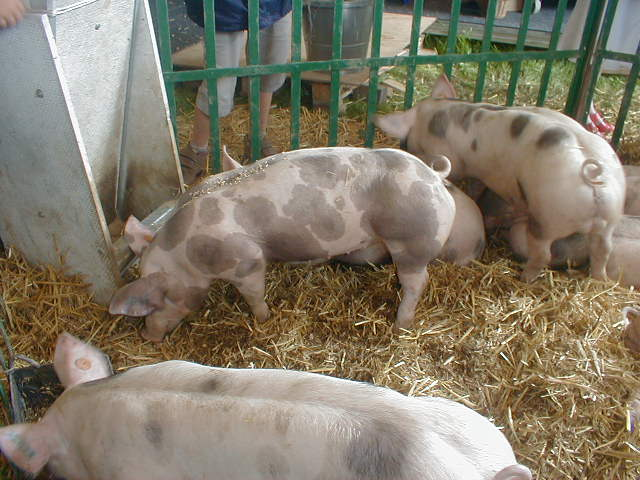
Piétrains

De Piétrain is een Belgisch varkensras. Tussen 1920 en 1950 werd dit wit-zwarte varkensras uitsluitend in en rond Petrem (Frans: Piétrain) bij Geldenaken (Jodoigne) gefokt.
De Piétrain ontstond door kruisingen van het Belgisch Landras met Engelse Berkshires, die na de Eerste Wereldoorlog werden ingevoerd wegens een gebrek aan fokvarkens. Tot dan waren vleesvarkens niet alleen in trek om hun vlees, maar ook wegens hun vet. Toen na de Tweede Wereldoorlog de welvaart steeg, nam ook de vraag naar varkensvlees van hoge kwaliteit toe.
In tegenstelling tot in de meeste andere landen, wordt in België het meeste varkensvlees vers verkocht. Het Piétrainvarken, met zijn hoog slachtrendement en laag vetgehalte, werd al snel populair: eerst in de provincie Brabant, later in heel België. Het ras was echter stressgevoelig en daarom werd in de jaren tachtig gezocht naar goede kruisingen met stressresistente Large White (Yorkshire) varkens. Hieruit is dan het onderras Piétrain Rehal voortgekomen. Vroeger werd het ras gepromoot als het varken met de vier hespen. Piétrainvarkens zijn drager van de dikbilfactor. Hierdoor ontwikkelt de dikbilpartij zich in vergelijking met andere rassen tot uitzonderlijke proporties. Het haarkleed van de Piétrain is bont (wit met grote zwarte vlekken).